# Aeropuerto de Saint Theresa Point
El Aeropuerto de Saint Theresa (del inglés: Saint Theresa Point Airport) (IATA: YST, OACI: CYST) está ubicado a 0,8 MN (1,5 km; 0,92 mi) al norte de Saint Theresa Point, Manitoba, Canadá.

## Aerolíneas y destinos
- Wapun Air
  - Winnipeg / Aeropuerto Internacional James Armstrong Richardson